# Vers-sur-Méouge
Vers-sur-Méouge település Franciaországban, Drôme megyében. Lakosainak száma 40 fő (2022. január 1.). Vers-sur-Méouge Eygalayes, Izon-la-Bruisse, Mévouillon, Montauban-sur-l’Ouvèze, Séderon és Villefranche-le-Château községekkel határos.

## Népesség
A település népessége az elmúlt években az alábbi módon változott:
| Lakosok száma | 58   | 28   | 38   | 44   | 46   | 47   | 42   | 39   | 39   | 40   |
|               | 1968 | 1982 | 1990 | 2006 | 2013 | 2015 | 2017 | 2019 | 2020 | 2022 |